# Åke Åkermalm
Sven Gustav Åke Åkermalm, född 15 december 1915 i Sankt Matteus församling i Stockholm, död 17 oktober 1982 i Kista församling i Stockholm, var en svensk lärare och språkforskare.
Åke Åkermalm var son till lokföraren Ture Åkermalm och Elin Peterson. Efter studentexamen 1930 följde akademiska studier vilka resulterade i att han blev filosofie magister 1938, filosofie licentiat 1943 och filosofie doktor i Stockholm 1955. Han blev läroverksadjunkt i Nyköping 1950, lektor i Ludvika 1951, övergick till Solna 1959 och blev universitetslektor vid Stockholms universitet 1960. Förutom doktorsavhandlingen Fornnordiska verb med substantivisk förled (1955) var han författare till Rubriksvenska (1962), Modern svenska (1966) och Svenskt tidningsspråk (1972).
Åkermalm gifte sig 1947 med Kerstin Bindekrans (1918–1973), dotter till civilingenjören Adolf Bindekrans och Anna Gustavsson. Makarna fick en dotter 1948, en son 1950 och en dotter till 1955.
Han är begravd på Silverdals kyrkogård i Sollentuna.